# Zbylut z Łekna (kasztelan)
Zbylut z Łekna – kasztelan ujski w latach 1335–1339.
Jako świadek uczestniczył w polsko-krzyżackim procesie warszawskim 1339 roku. Był ojcem Zbyluta.